# 인썸니아 (영화)
《인썸니아》(영어: Insomnia)는 2002년 개봉한 미국의 심리 스릴러 영화이다.

## 줄거리
알래스카주 나이트뮤트에서 십대 케이 코넬이 살해된 채 발견된다. LAPD 형사 윌 도머와 햅 엑하트는 지역 경찰의 수사를 돕기 위해 파견된다. LAPD 내사과 조사가 도머에게 집중될 예정이며, 엑하트는 면책 특권을 얻는 대가로 도머에게 불리한 증언을 할 것이라고 밝힌다. 젊은 지역 형사인 엘리 버가 그들이 도착하자마자 마중 나간다.
도머는 살인범을 범죄 현장으로 유인하지만, 용의자는 안개 속으로 도주하며 경찰관의 다리에 총을 쏜다. 도머는 9mm 권총으로 안개 속의 인물에게 발포한다. 쓰러진 인물에게 달려간 도머는 용의자가 떨어뜨린 .38 권총을 줍는다. 그는 자신이 엑하트를 총으로 쏘아 죽였다는 것을 알게 된다. 엑하트의 보류된 증언 때문에 도머는 내사과가 이 총격이 사고였다는 것을 결코 믿지 않을 것이라는 것을 알고, 엑하트가 용의자에 의해 총에 맞았다고 주장하며 .38 권총을 숨긴다.
버는 총격 수사를 맡게 되고, 그녀의 팀은 경찰관의 다리를 꿰뚫은 .38 구경 탄환을 찾는다. 그날 밤, 도머는 골목으로 가서 .38 권총을 동물 사체에 발사한 다음, 탄환을 회수하여 닦는다. 영안실에서 직원이 엑하트의 시체에서 회수된 탄환이 담긴 봉투를 건네주지만, 그녀는 그 유형에 익숙하지 않다. 그는 엑하트의 시체에서 나온 9mm 탄두와 .38 탄환을 바꿔치기한다.
도머는 엑하트를 죽인 죄책감과 끊임없는 낮으로 인해 더욱 악화된 불면증에 시달린다.
그는 도머가 파트너를 죽이는 것을 목격한 살인범으로부터 익명의 전화 통화를 받는다. 경찰이 케이가 지역 범죄 작가 월터 핀치의 팬이었다는 것을 알게 되자, 도머는 인근 마을에 있는 핀치의 아파트에 침입한다. 핀치는 경찰이 있다는 것을 깨닫고 도머를 피한다. 도머는 핀치의 아파트로 돌아가 핀치에게 누명을 씌우기 위해 .38 권총을 심는다.
핀치는 도머에게 연락하여 페리에서 공개 만남을 주선한다. 핀치는 케이의 학대적인 남자친구 랜디 스테츠에게 의심을 돌리는 데 도움을 원하고, 그 대가로 엑하트 총격 사건에 대해 침묵할 것이다. 도머는 경찰 심문에 대처하는 방법에 대해 조언한다. 핀치가 페리에서 도머를 떠날 때, 그는 대화를 녹음했다는 것을 보여준다.
핀치는 도머에게 전화하여 케이의 죽음이 "사고"였다고 말한다. 그는 격분하여 그녀를 때려죽였다. 다음 날, 핀치는 경찰서에서 거짓 증언을 한다. 핀치가 랜디에게 총이 있다고 주장하자, 도머는 핀치가 자신의 계획을 발견하고 랜디의 집에 .38 권총을 숨겼다는 것을 깨닫는다. 랜디는 집에서 .38 권총이 발견되자 체포된다. 핀치는 버에게 다음 날 자신의 호숫가 집으로 와서 랜디가 케이를 학대했음을 나타내는 편지들을 가져가라고 요청한다.
버는 총격 현장에서 9mm 탄피를 발견하는데, 이는 엑하트의 시체에서 나온 탄환 유형과 일치하지 않는다. 그녀는 도머가 관련된 수사의 오래된 사건 파일을 읽고 그가 9mm 총을 휴대했다는 것을 알게 되어, 그가 엑하트를 쏘았다고 의심하게 된다. 한편, 도머는 호텔 주인 레이첼 클레멘트에게 내사과 조사에 대해 털어놓는다. 그는 자신이 어린이를 살해한 죄가 확실하다고 확신했던 소아성애자를 유죄로 만들기 위해 증거를 조작했었다.
도머는 버가 핀치의 아파트로 갔다는 것을 알게 된다. 그는 케이의 편지들을 찾아 핀치가 버를 죽일 의도라는 것을 깨닫는다. 그는 핀치의 호숫가 집으로 달려가고, 도머가 도착하자마자 핀치는 버를 기절시킨다. 도머는 수면 부족으로 너무 지쳐서 핀치와 싸울 수 없다. 버는 의식을 회복하고 도머를 구하며 핀치는 도주한다. 버는 도머가 엑하트를 쏘았다는 것을 알고 있다고 밝히고, 도머는 그것이 사고였는지 더 이상 확신할 수 없다고 인정한다. 핀치는 그들에게 엽총을 발사하고, 버는 응사하며 도머는 핀치의 위치로 몰래 접근한다. 몸싸움 끝에 핀치가 버의 총을 잡아 도머를 쏘려 하자, 도머는 엽총으로 핀치를 쏘아 죽이고 그의 시체는 물속으로 가라앉는다. 버는 치명상을 입은 도머를 돕기 위해 달려가 엑하트의 총격이 사고였다고 확인해주며 그를 위로한다. 그녀는 도머의 비밀을 지키기 위해 탄피를 버리려 하지만, 도머는 죽어가면서 그녀를 막고 길을 잃지 말고 자신을 잠들게 해달라고 말한다.

## 출연진
- 알 파치노 - 윌 도머 역
- 로빈 윌리엄스 - 월터 핀치 역
- 힐러리 스왱크 - 엘리 버 역
- 모라 티어니 - 레이철 클레먼트 역
- 마틴 도너번 - 햅 엑하트 역
- 니키 캣 - 프레드 두거 역
- 폴 둘리 - 나이백 서장 역
- 조너선 잭슨 - 랜디 스테츠 역
- 캐서린 이저벨 - 타니아 프랭키 역
- 크리스털 로 - 케이 코널 역
- 폴라 쇼 - 검시관 역

## 우리말 녹음
SBS 성우진 (2006년 11월 19일)
- 유강진 - 윌 도머(알 파치노)
- 장광 - 월터 핀치(로빈 윌리엄스)
- 정미숙 - 엘리 버(힐러리 스왱크)
- 이재용 - 햅 엑하트(마틴 도너번)
- 김정희 - 레이철 클레먼트(모라 티어니)
- 장성호 - 찰리 나이백(폴 둘리)
- 송준석 - 프레드 두거(니키 캣)
- 엄태국 - 랜디 스테츠(조너선 잭슨)
- 김지영 - 타니아 프랭키(캐서린 이저벨)